# Franz Ferdinand (альбом)
Franz Ferdinand — дебютний студійний альбом шотландського рок-гурту Franz Ferdinand, виданий 2004-го року. Цей альбом приніс гурту міжнародний успіх завдяки синглу «Take Me Out». У 2004 році завдяки цій платівці гурт отримав нагороду «Mercury Prize», а також був номінований на «Греммі» (найкращий альтернативний альбом). Загальні продажі альбому становлять понад 3.6 мільйони копій по всьому світу, включно із 1.27 мільйона у Великій Британії та мінімум 1 мільйон — у США, що дозволило платівці отримати «платинову» сертифікацію у цих країнах.

## Список пісень
| #   | Назва                     | Тривалість |
| --- | ------------------------- | ---------- |
| 1.  | «Jacqueline»              | 3:49       |
| 2.  | «Tell Her Tonight»        | 2:17       |
| 3.  | «Take Me Out»             | 3:57       |
| 4.  | «The Dark of the Matinée» | 4:03       |
| 5.  | «Auf Achse»               | 4:19       |
| 6.  | «Cheating on You»         | 2:36       |
| 7.  | «This Fire»               | 4:14       |
| 8.  | «Darts of Pleasure»       | 2:59       |
| 9.  | «Michael»                 | 3:21       |
| 10. | «Come On Home»            | 3:46       |
| 11. | «40»                      | 3:24       |

| Обмежене видання з бонус-треками живого виступу | Обмежене видання з бонус-треками живого виступу | Обмежене видання з бонус-треками живого виступу |
| #                                               | Назва                                           | Тривалість                                      |
| ----------------------------------------------- | ----------------------------------------------- | ----------------------------------------------- |
| 1.                                              | «Cheating on You»                               |                                                 |
| 2.                                              | «Jacqueline»                                    |                                                 |
| 3.                                              | «Tell Her Tonight»                              |                                                 |
| 4.                                              | «Shopping for Blood»                            |                                                 |
| 5.                                              | «Take Me Out»                                   |                                                 |
| 6.                                              | «Love & Destroy»                                |                                                 |
| 7.                                              | «Truck Stop»                                    |                                                 |
| 8.                                              | «This Fire»                                     |                                                 |
| 9.                                              | «Michael»                                       |                                                 |
| 10.                                             | «Darts of Pleasure»                             |                                                 |

| Обмежене видання бонус-треків | Обмежене видання бонус-треків | Обмежене видання бонус-треків |
| #                             | Назва                         | Тривалість                    |
| ----------------------------- | ----------------------------- | ----------------------------- |
| 1.                            | «This Fffire»                 | 3:32                          |
| 2.                            | «Van Tango»                   | 3:26                          |
| 3.                            | «Shopping for Blood»          | 3:34                          |
| 4.                            | «All for You, Sophia»         | 3:00                          |
| 5.                            | «Words So Leisured»           | 2:18                          |

| Австралійські бонус-треки | Австралійські бонус-треки | Австралійські бонус-треки |
| #                         | Назва                     | Тривалість                |
| ------------------------- | ------------------------- | ------------------------- |
| 1.                        | «All for You, Sophia»     | 3:00                      |
| 2.                        | «Words So Leisured»       | 2:18                      |
| 3.                        | «Van Tango»               | 3:26                      |

## Учасники запису
- Алекс Капранос — вокал, гітара, клавішні;
- Ніколас Маккарті — електронна гітара, клавішні, бек-вокал;
- Роберт Харді — бас-гітара;
- Пол Томсон — ударні.

### Запрошені музиканти
- Даніела Демео — бек-вокал, тромбон